# 국제마피아파
국제마피아파는 성남시 기반의 조직폭력단체이다.

## 주요 사건 및 인물
임동준 피살 사건: 2015년 태국 파타야에서 프로그래머 임동준을 살해.
박철민 : 성남시의원 박용승의 아들
1. ↑  https://www.chosun.com/national/national_general/2024/04/30/JKOEFCXDSVDSHEKYEKI3DRRCOM/
2. ↑  https://www.sisajournal.com/news/articleView.html?idxno=289813
3. ↑  https://www.chosun.com/national/court_law/2021/10/19/UU2HXO2BQJDHTBMGOXMGFZUT4U/